# Nuevos senderos
Nuevos senderos es el título del cuarto álbum de estudio grabado por la cantautora puertorriqueño-estadounidense Olga Tañón. Fue lanzado al mercado por la compañía discográfica WEA Latina el 16 de abril de 1996. El álbum Nuevos senderos fue producido por el cantautor mexicano Marco Antonio Solís. dónde se desprenden los sencillos: ¡Basta ya!, Me subes, me bajas, me subes y Mi eterno amor secreto. 
Fue premiado con el disco de Oro por RIAA, al vender más de 500.000 copias. Y 8 discos de platino, por las altas ventas en el público latino de Estados Unidos, siendo el disco más vendido a nivel mundial de la artista con ventas que superan el 1.500.000 copias.

La canción «¡Basta ya!» llegó al primer lugar de las revistas Billboard Hot Latin Tracks y Billboard Latin Pop Airplay en 1996.

## Lista de canciones
- Todas las canciones escritas y compuestas por Marco Antonio Solís, excepto donde se indica.

| Nuevos senderos |                                |                     |          |  |
| N.º             | Título                         | Escritor(es)        | Duración |  |
| 1.              | «Mi eterno amor secreto»       | Marco Antonio Solís | 5:11     |  |
| 2.              | «En ti»                        | Marco Antonio Solís | 3:31     |  |
| 3.              | «Cuestión de suerte»           | Jesús Monarrez      | 3:26     |  |
| 4.              | «Mi perdón»                    | Marco Antonio Solís | 3:02     |  |
| 5.              | «El daño que me haces»         | Marco Antonio Solís | 3:14     |  |
| 6.              | «Siempre estuve cerca»         | Marco Antonio Solís | 3:18     |  |
| 7.              | «La última oportunidad»        | Marco Antonio Solís | 4:36     |  |
| 8.              | «Me subes, me bajas, me subes» | Marco Antonio Solís | 3:11     |  |
| 9.              | «¡Basta ya!»                   | Marco Antonio Solís | 4:24     |  |
| 10.             | «No te vas»                    | Marco Antonio Solís | 3:16     |  |

- Datos: Q24953240